# The Fate of the Furious (soundtrack)
The Fate of the Furious: The Album (in sommige landen ook uitgebracht als: Fast & Furious 8: The Album) is de originele soundtrack van de film The Fate of the Furious, ook bekend als Fast & Furious 8. Het album werd uitgebracht op 14 april 2017 door Artist Publishing, Atlantic Records en Universal Music Group.
Het album bevat muziek in de muziekstijlen hiphop, dance en Latin pop van diverse artiesten die in de film zijn gebruikt. Op het album werden de nummers "Go Off", "Hey Ma", "Good Life", "Gang Up" en "Horses" ook al eerder uitgebracht op single. De track-list gegevens werden al op 2 maart 2017 vrijgegeven.

## Nummers
1. Gang Up - Young Thug, 2 Chainz, Wiz Khalifa & PnB Rock (3:51)
2. Go Off - Lil Uzi Vert, Quavo en Travis Scott (3:37)
3. Good Life - G-Eazy & Kehlani (3:45)
4. Horses - PnB Rock, Kodak Black & A Boogie wit da Hoodie (4:09)
5. Seize the Block - Migos (3:59)
6. Murder (Remix) - YougBoy Never Broke Again & 21 Savage (3:20)
7. Speakerbox (F8 Remix) - Bassnectar, Ohana Bam & Lafa Taylor (3:08)
8. Candy Paint - Post Malone (3:49)
9. 911 - Kevin Gates (3:12)
10. Mamacita - Lil Yachty & Rico Nasty (3:22)
11. Don't Get Much Better - Jeremih, Ty Dolla Sign & Sage the Gemini (4:25)
12. Hey Ma (Spanish Version) - Pitbull, J Balvin & Camila Cabello (3:14)
13. La Habana - Pinto "Wahin", DJ Ricky Luna & El Taiger (2:44)
14. Hey Ma - J Balvin, Pitbull & Camila Cabello (3:15)

## Hitnoteringen
| Hitlijsten                                       | Hoogste positie |
| ------------------------------------------------ | --------------- |
| Amerikaanse albums (Billboard 200)               | 10              |
| Australische albums (ARIA)                       | 13              |
| Canadese albums (Billboard)                      | 8               |
| Duitse albums (Offizielle Top 100)               | 10              |
| Finse albums (Suomen virallinen lista)           | 9               |
| Franse albums (SNEP)                             | 30              |
| Nederlandse albums (Album Top 100)               | 37              |
| Nieuw-Zeelandse albums (RMNZ)                    | 17              |
| Oostenrijkse albums (Ö3 Austria                  | 7               |
| Spaanse albums (Productores de Música de España) | 18              |
| Tsjechische albums (ČNS IFPI)                    | 16              |
| Vlaamse albums (Ultratop)                        | 16              |
| Waalse albums (Ultratop)                         | 29              |
| Zwitserse albums (Schweizer Hitparade)           | 6               |

## The Fate of the Furious (Original Motion Picture Score)
The Fate of the Furious: Original Motion Picture Score is de tweede soundtrack van de film The Fate of the Furious, ook bekend als Fast & Furious 8. Het album werd uitgebracht op 28 april 2017 door Back Lot Music.
Het album bevat alleen de originele filmmuziek die gecomponeerd is door Brian Tyler. Ook leiden hij het symfonieorkest. De track-list gegevens werden al op 8 april 2017 vrijgegeven.

## Nummers
1. The Fate of the Furious
2. Cipher
3. Zombie Time
4. Reunited
5. Confluence
6. Affirmation
7. The Toy Shop
8. Hoodwinked
9. Incentive
10. Harpooned
11. Simple Solutions
12. Asking the Question
13. The Cuban Mile
14. Facing the Crocodile
15. Cargo Breach
16. Mutual Interest
17. Wrecking Ball
18. Taking Control
19. Consequences
20. Nobody's Intel
21. Outflanked
22. Welcome to the Club
23. Roman
24. Davidaniya
25. Concussion Grenade
26. Rogue
27. Dead in the Eye
28. The Return